# Sabina Geissbühler-Strupler
Sabina Geissbühler-Strupler (* 10. Mai 1950) ist eine Schweizer Politikerin (SVP).

## Politik
Geissbühler war von 2005 bis 2006 und von 2008 bis 2021 Grossrätin des Kantons Bern. 2021 trat sie wegen einer SVP-internen Amtszeitbeschränkung zurück. Sie war Mitglied der Bildungs- und Sicherheitskommission.
Für die Schweizer Parlamentswahlen 2023 wurde sie von der SVP als Nationalrätin nominiert, da ihre Tochter Andrea Geissbühler wegen einer Amtszeitbeschränkung von 16 Jahren nicht mehr antreten konnte. Sie wurde jedoch nicht gewählt.
Geissbühler ist Vorstandmitglied der SVP Sektion Kirchlindach und der SVP Kanton Bern sowie Delegierte der SVP Mittelland Nord und der SVP Kanton Bern. Sie ist Präsidentin der Schweizerischen Vereinigung «Eltern gegen Drogen».

## Privates
Geissbühler wurde 2020 der Verleumdung schuldig gesprochen, sie hatte eine berufliche Heilerin in einem Brief an ein Thurgauer Bezirksgericht unter anderem als «mehrfachige Betrügerin» bezeichnet, jedoch war die Frau wegen anderer Delikte verurteilt worden, im Fall des Betruges war sie freigesprochen worden. Geissbühler wurde zu einer Zahlung von über 8000 Franken Verfahrens- und Entschädigungskosten verurteilt. Sie zog das Urteil bis vor das Bundesgericht weiter, wo sie unterlag. Insgesamt musste sie 18'500 Franken bezahlen.
Die ehemalige Primarlehrerin, Eidg. Dipl. Turn- und Sportlehrerin, Blockflötenlehrerin SAJM, Schwimminstruktorin, Jugend- und Sportleiterin und SeniorInnenturnleiterin ist verheiratet und hat drei Söhne und eine Tochter. Sie wohnt in der Halensiedlung in Herrenschwanden.